# Šestajovice, Náchod
Šestajovice là một làng thuộc huyện Náchod, vùng Královéhradecký, Cộng hòa Séc.